# ストラトフォード国際駅
ストラトフォード国際駅（ストラトフォードこくさいえき、英語:Stratford International station）は、ロンドンのニューアムにある、チャネル・トンネル・レイル・リンク(CTRL)とドックランズ・ライト・レイルウェイ(DLR)の鉄道駅である。
2009年12月、CTRLの2期区間開業と同時に開業した。ロンドンオリンピック・パラリンピックの会場であったクイーン・エリザベス・オリンピック・パークの最寄り駅の一つである。
地域の中心駅であるストラトフォード駅からは約400m離れている（DLRでは隣駅）。また、プラットホームが4本ありユーロスターの新車両基地となるテンプル・ミルズ車両基地へ至る分岐線もある。

## 駅構造
CTRLの駅は相対式ホーム2面2線(1,4番線)と島式ホーム1面2線(2,3番線)と通過線2線から成り立っており、南側から1番線、通過線、2,3番線、通過線、4番線の順に並んでおり、2015年8月現在、島式の2,3番線のみが、サウスイースタン社のハイ・スピード1によって利用されている。

## 利用
既存のストラトフォード駅との近接性が求められ、当初は動く歩道で直結することが計画されていたが、DLRの延伸で決着した。
CTRLでは395形電車を使用した地域高速列車が停車する。ロンドンオリンピック・パラリンピック大会期間中にはオリンピックジャベリンが運行され停車した。

## 駅周辺
クイーン・エリザベス・オリンピック・パーク
ウェストフィールド・ストラトフォード・シティ （ショッピングセンター）

## 隣の駅
ロンドン交通局
ロンドン地下鉄
■ドックランズ・ライト・レイルウェイ
ストラトフォード国際駅 - ストラトフォード駅
ナショナル・レール
■ユーロスター
ハイ・スピード1
通過
■サウスイースタン
ハイ・スピード1
セント・パンクラス駅 - ストラトフォード国際駅 - エブスフリート国際駅